# Национальный лыжный центр
Национальный лыжный центр (кит. 国家越野滑雪中心 — спортивный объект, который находится в районе городского подчинения Чунли города Чжанцзякоу провинции Хэбэй. Построен для проведения спортивных мероприятий зимних Олимпийских игр 2022.

## Описание
Национальный лыжный центр расположен в долине на юго-восточной стороне района Принс-Сити, район Чунли , Чжанцзякоу . С запада на восток это операционный комплекс стадиона , спортивный комплекс, технологическое здание стадиона, стадион, медиацентр и вещательный комплекс. После игры навсегда останется только техническое здание, а остальные постройки являются временными. Общая протяженность трассы составляет 9,7 км, которая разделена на гоночную трассу в восточной долине и тренировочную трассу в южной долине. Площадь технических построек объекта составляет 4890 квадратных метров.

## Окружающая среда
Лыжный центр в полной мере использует климат и окружающую среду для экономии воды. После того, как дождевая и талая вода будут обработаны системой самоочистки с сотами из кварцевого песка, она будет использоваться для оснежения летом, орошения, и смыва туалетов. Сточные воды с объектов и инфраструктуры также будут полностью собраны и очищены перед повторным использованием, чтобы обеспечить эффективное использование водных ресурсов. 

## Строительство
В Чжанцзякоу национальный центр прыжков с трамплина, национальный центр беговых лыж и национальный центр биатлона образуют группу древних стадионов «Тополь». Они соединены полукруглой прогулочной площадкой «ледяное нефритовое кольцо» средней высотой около 8 метров и естественным образом встраивается в окружающие горы, соединяя один за другим спортивные объекты и Центр горного вещания. После зимних Олимпийских игр эта набережная в форме буквы «C» также будет выполнять такие функции, как развлечения, исполнительское искусство и выставки.
В двух центральных технических зданиях, которые построены в Национальном центре биатлона и Национальном лыжном центре, используется технология полых стеклянных навесных стен, которая не только облегчает судьям и техническим представителям наблюдение за ситуацией на стадионе, но также лучше отвечает строгим требованиям стадиона к сопротивлению ветровому давлению, водонепроницаемости и герметичности, чтобы уменьшить потери тепла и холода в помещении, тем самым уменьшив нагрузку на кондиционер и снизив потребление энергии.

## Использование после Олимпиады
По словам Ли Чжэньлун, менеджера по площадкам и инфраструктуре Национального лыжного центра, после зимних Олимпийских игр будет построен зимний горный парк и семейный снежный развлекательный центр, а также будут созданы развлекательные мероприятия, например, катание на оленьих и собачьих упряжках. В рамках проекта также будет создана крытая тренировочная площадка для верховой езды, чтобы посетители также могли получить удовольствие от конного спорта зимой.

## Зимняя Олимпиада 2022
Во время зимних Олимпийских игр в Пекине здесь пройдут соревнования по беговым лыжам, например, на 15 км среди мужчин и 10 км среди женщин, в результате чего будет разыграно 12 комплектов медалей.

### Спортивные мероприятия
- Лыжные гонки на зимних Олимпийских играх 2022 года